# RUAG Ammotec
RUAG Ammotec war eine Division des Schweizer Technologiekonzerns RUAG und ein führender Hersteller von kleinkalibriger Munition für zivile und militärische Zwecke und weiteren pyrotechnischen Spezialitäten. Produktionsstandorte waren in der Schweiz (Thun und Altdorf), Deutschland (Fürth und Sulzbach-Rosenberg), Schweden (Åmotfors), Ungarn (Sirok) und USA (Savannah). Sie ist entstanden aus der Zusammenlegung der entsprechenden Bereiche der RUAG und der Dynamit Nobel und der Akquisition weiterer Munitionshersteller sowie regionaler Handelsgesellschaften im Bereich Jagd- und Schiesssport. Beretta übernahm 2022 das Unternehmen.

## Geschichte

### Bis 2002

#### Schweiz
Die 1586 gegründete Pulvermühle Steffisburg gehörte wechselnden Besitzern, war aber stets unter staatlicher Kontrolle des Kantons Bern. Sie ist wohl die älteste aktive Munitionsfabrik der Welt. Mit der Bundesverfassung von 1848 entstand das Pulvermonopol des Bundesstaates und somit wechselte der Besitz der Pulvermühle zur Schweizerischen Eidgenossenschaft. Nach einem Unfall beschloss der Bundesrat 1862 die Mühle nicht wieder aufzubauen. Dafür aber wurde 1863 durch Oberst Hans Herzog, nur wenige hundert Meter entfernt, das "Eidgenössische Laboratorium", ab 1874 Eidgenössische Munitionsfabrik Thun, (MF+T) genannt, gegründet. Im selben Jahr entstand auch in Thun die Eidgenössische Konstruktionswerkstätte als Hersteller moderner Geschütze und 1871 die Eidgenössische Waffenfabrik in Bern. Dies erfolgte im Zuge der Vereinheitlichung von Waffe und Munition der eidgenössischen Truppen sowie der Straffung und Modernisierung der Produktion von Artillerie- und Infanteriemunition. Die meisten der vielen kleinen Pulvermühlen in der ganzen Schweiz, die aus der Zeit vor dem eidgenössischen Pulverregal von 1848 stammten, wurden geschlossen. Ab 1896 folgte eine weitere Produktionsstätte, die damals selbständig geführte Munitionsfabrik Altdorf (MF+A). 1995 wurden die beiden Munitionsfabriken zur SM Schweizerische Munitionsfabrik zusammengefasst und 1998 wurde diese zusammen mit den anderen unselbständigen öffentlich-rechtlichen Bundesbetrieben im Rüstungsbereich per Bundesgesetz in die RUAG (mit der Divisionsbezeichnung RUAG Munition), einer privatwirtschaftlichen Aktiengesellschaft übergeführt.

### 2002 – 2022: RUAG Ammotec
Im Jahr 2002 übernahm die RUAG den Bereich der kleinkalibrigen Munitionsherstellung von der deutschen Dynamit Nobel AG und ergänzte so das eigene Produktionsportfolio. Die neue Geschäftseinheit bekam den Namen RUAG Ammotec. Im folgenden Jahr übernahm die RUAG Ammotec die Vertriebs- und Markenrechte der zivilen Munition von der österreichischen Hirtenberger AG und fünf Jahre später die MFS 2000 in Syrok, im Norden Ungarns. Seit 2009 produziert RUAG Ammotec auch in Tampa (USA) und somit nun in fünf Ländern.
Die andern Bereiche der RUAG Munition, konkret die Produktion von Grosskalibermuntion (Artillerie und Minenwerfer (Mörser)) sowie Hohlladungen, wurden vorerst separat unter dem alten Namen RUAG Munition geführt und dann mangels Marktchancen an Saab Bofors Dynamics veräussert. Die in Altdorf gelegenen Bereiche der Metallverarbeitung, Metallkomponentenfertigung sowie das Recyclinggeschäft wurden abgetrennt und der RUAG Components (später RUAG Technology) zugeordnet.

### Ab 2022
Im Juli 2022 wurde die RUAG Ammotec vollständig mit allen Marken sowie Produktions- und Vertriebsstandorten von der italienischen Beretta Holding mit Sitz in Luxembourg übernommen. RUAG wolle sich auf die Raumfahrt konzentrieren. Der Schweizer Teil der RUAG Ammotec, die RUAG Ammotec AG, firmiert nun unter dem Namen SwissP Defence, der deutsche Teil, RUAG Ammotec GmbH, unter RWS GmbH. Präsidentin des Verwaltungsrates der SwissP Defence AG ist die FDP-Politikerin Corina Eichenberger-Walther. 2024 drohte Beretta mit dem Ende der Munitionsproduktion in Thun.

## Produkte

### Armee und Behörden
Neben der deutschen Bundeswehr, der Schweizer Armee und den Streitkräften verschiedener NATO-Mitglieder zählen auch beispielsweise Polizeibehörden in verschiedenen Ländern zu den Kunden von RUAG Ammotec. Neben der Fertigung von Munition bis zum Kaliber 12,7 mm werden auch Defensiv-, Offensiv- und Übungshandgranaten (z. B. Handgranate 85) produziert. Weitere Produkte sind die Schweizer Ordonnanz-Patronen GP 11 und 5,6 mm Gw Pat 90 (Serienmunition im NATO-Kaliber 5,56 mm, angepasst an das Schweizer Sturmgewehr 90) sowie die Scharfschützenlinie "Swiss P".

### Jagd und Sport
Mit den Marken RWS, Rottweil, GECO und Norma werden sämtliche Anwendungsbereiche von Schrot-, Büchsen-, Rand- und Zentralfeuerpatronen abgedeckt.

### Industrieprodukte
Das Unternehmen fertigt eine breite Palette von Produkten, die in Erzeugnisse anderer Hersteller eingehen. Neben Komponenten für kleinkalibrige Munition sind dies im Wesentlichen Anzündelemente für Mittel- und Grosskalibermunition und Anzündsätze sowie pyrotechnische Mischungen, die vorwiegend in automobilen Anwendungen Einsatz finden. Daneben wird Kartuschenmunition zum Einsatz in Systemanwendungen entwickelt und gefertigt, z. B. für Bolzensetzgeräte in der Befestigungstechnik oder Bolzenschussapparate in der Schlachtindustrie.